# پنجاه و چهارمین جوایز امی ساعات پربیننده
پنجاه و چهارمین جوایز امی ساعات پربیننده (به انگلیسی: 54th Primetime Emmy Awards) در روز یکشنبه، ۲۲ سپتامبر ۲۰۰۲ برگزار شد. نامزدها در ۲۲ ژوئیه ۲۰۰۲ اعلام شدند. کونان اوبراین میزبان مراسم بود و ان‌بی‌سی پخش مراسم را بر عهده داشت. دو شبکه اف‌ایک و وی‌اچ‌وان اولین نامزدی عمده خود را در این سال دریافت کردند. برنامه آمریکا: ادای احترام به قهرمانان به‌صورت همزمان در تمام شبکه‌های اصلی پخش شد، بر همین اساس نامزد یکی از شبکه‌های زیر نشده‌است.
فرندز پس از ۴ بار نامزدشدن در طول ۷ فصل نخست، جایزهٔ مجموعه تلویزیونی کمدی برجسته را بدون نامزدشدن در بخش‌های بهترین کارگردانی و بهترین نویسندگی از آن خود کرد. همه ریموند را دوست دارند با ۹ نامزدی عمده و ۳ جایزه عمده، پیشتاز مجموعه‌های کمدی بود. در این میان، فریژر پس از هشت نامزدی متوالی (شامل پنج جایزه متوالی برای پنج فصل نخست)، برای نخستین بار از نامزدشدن در بخش مجموعه تلویزیونی کمدی برجسته بازماند. این سریال برای دو فصل آخرش هم نامزد نشد.
برای سومین سال پیاپی بخش درام توسط بال غربی فتح شد. اضافه بر بردن سومین جایزه پیاپی در مجموعه تلویزیونی درام برجسته، تبدیل شدن بال غربی به سومین مجموعه تلویزیونی (درام) که ۹ نامزدی برای اعضای اصلی بازیگری‌اش کسب کرده، نقطه عطفی برای این مجموعه تلویزیونی بود. در این زمینه با هیل استریت بلوز در سال ۱۹۸۲ و پس از آن قانون ال.ای. در سال ۱۹۸۹ برابر شد. بازی تاج‌وتخت نیز در سال ۲۰۱۹ به این نقطه عطف دست یافت. بال غربی همچنین با ۱۲ نامزدی از جمله رده مهمان، که برای قانون ال.ای. موجود بود اما برای هیل استریت بلوز در طول فصل دومش (۸۲–۱۹۸۱) با ۹ نامزدی در دسترس نبود، رکورد جدیدی را ثبت کرد. مجموعاً بال غربی با ۱۳ نامزدی عمده و ۴ جایزه عمده پیشتاز تمام مجموعه‌های تلویزیونی است.
علاوه بر این، استاکرد چنینگ به باشگاه انحصاری بازیگرانی که در یک مراسم دو جایزه را بابت نقش‌های متفاوت دریافت کرده‌اند، پیوست. گذشته از آن، مایکل چکلیس به دومین بازیگر در مجموعه‌های تلویزیون کابلی مبدل گشت که جایزه بازیگر نقش اول مرد برجسته در مجموعه تلویزیونی درام را (پس از جیمز گاندولفینی به خاطر سوپرانوز در سال‌های ۲۰۰۰ و ۲۰۰۱) به خاطر نقش ویک مکی در شیلد، در حالیکه اولین جایزه اف‌ایکس بود، بدست آورد.

## برندگان و نامزدها
برندگان در ابتدا و به‌صورت پررنگ آورده شده‌اند:

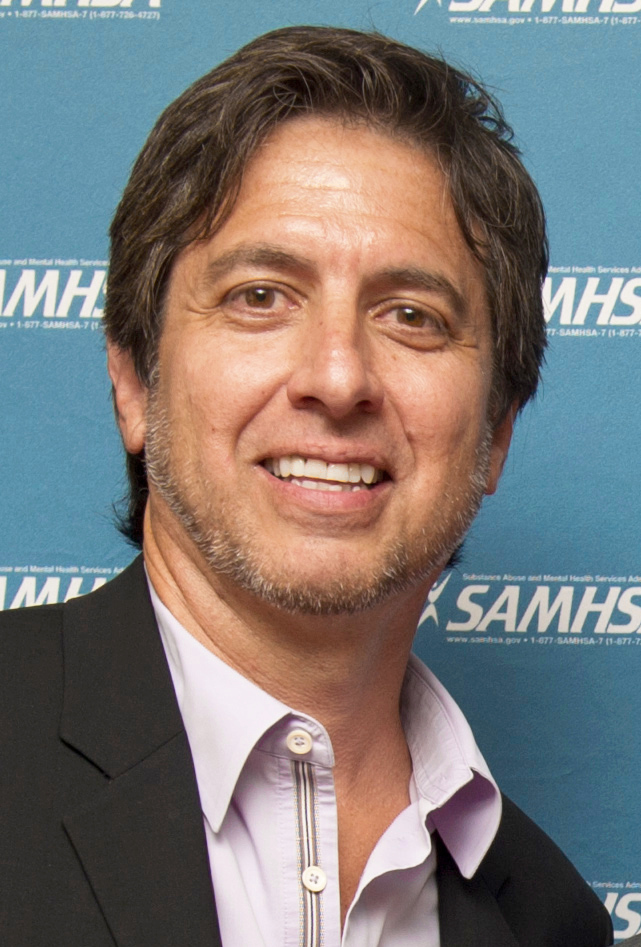
ری رومانو، برنده بازیگر نقش اول مرد برجسته در مجموعه تلویزیونی کمدی

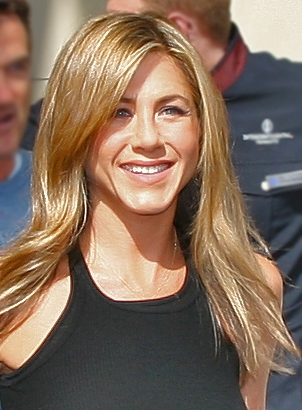
جنیفر آنیستون، برنده بازیگر نقش اول زن برجسته در مجموعه تلویزیونی کمدی

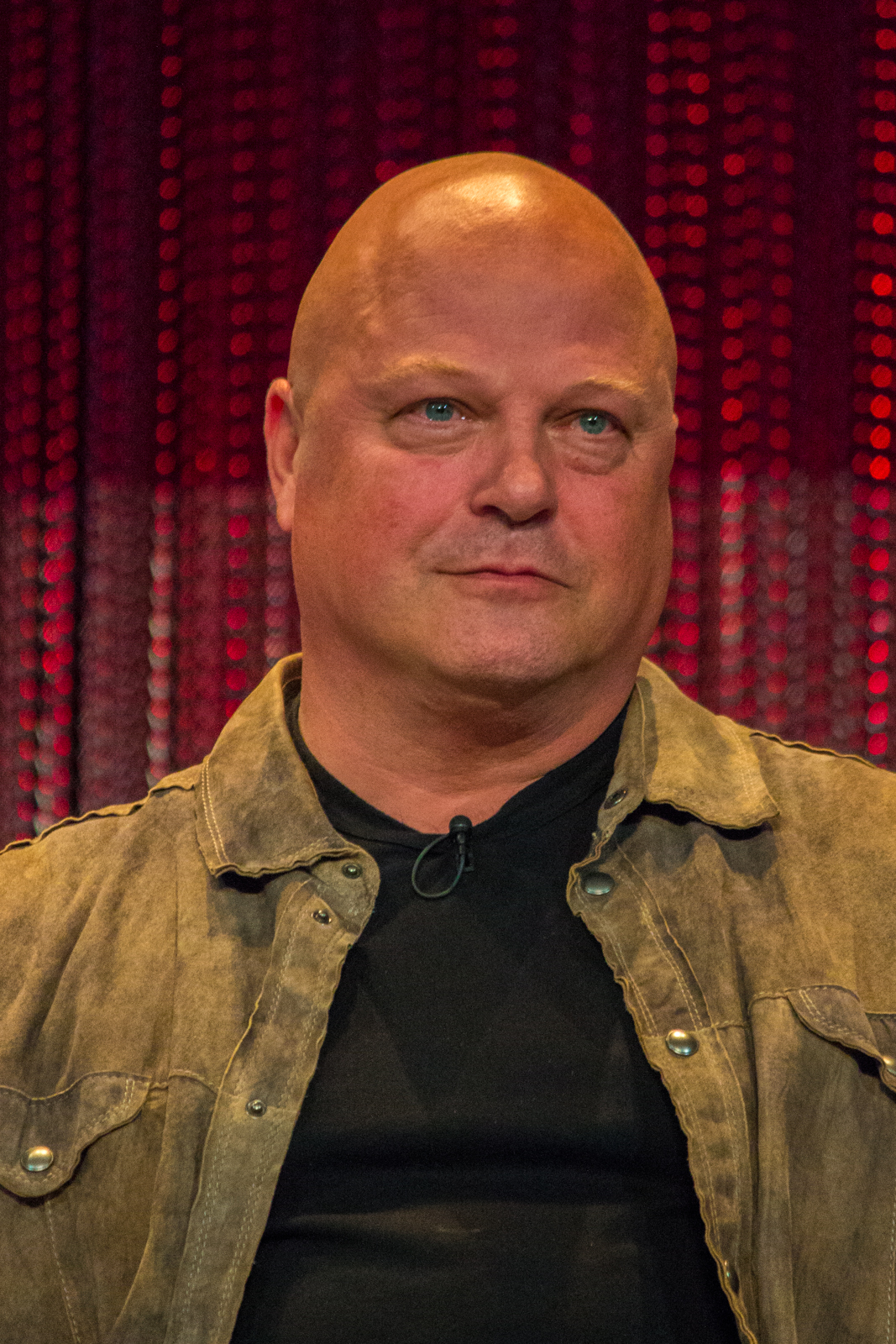
مایکل چکلیس، برنده بازیگر نقش اول مرد برجسته در مجموعه تلویزیونی درام

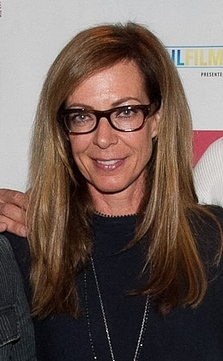
الیسون جنی، برنده بازیگر نقش اول زن برجسته در مجموعه تلویزیونی درام

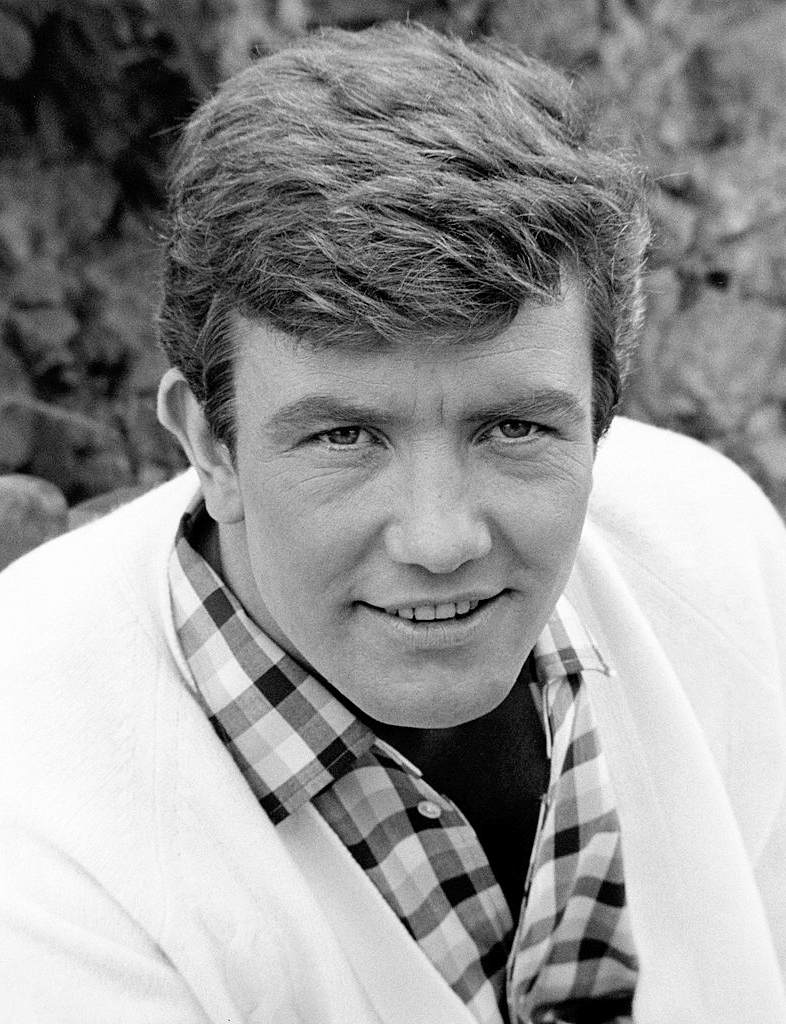
آلبرت فینی، برنده بازیگر نقش اول مرد برجسته در مجموعه تلویزیونی یا فیلم کوتاه

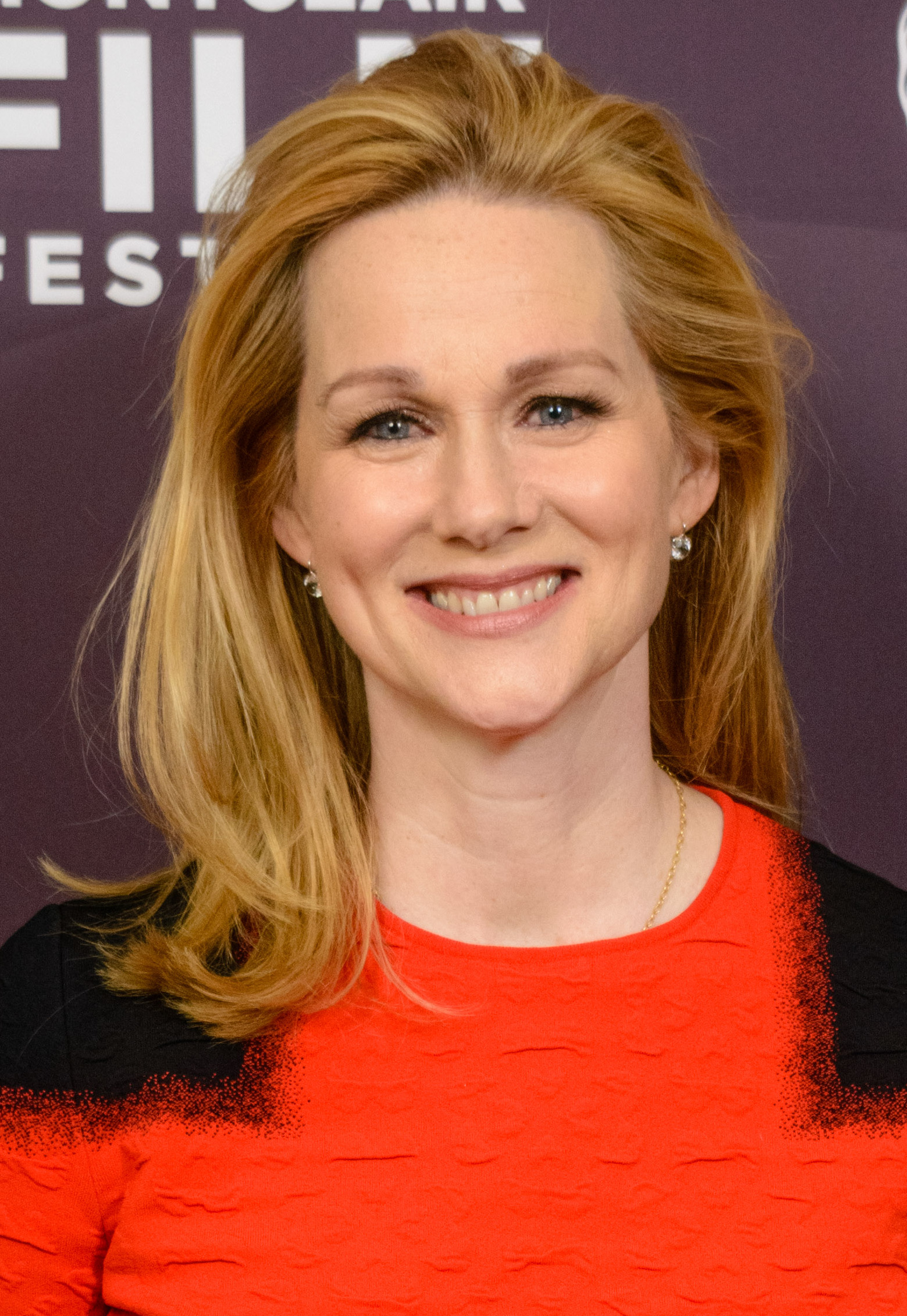
لورا لینی، برنده بازیگر نقش اول زن برجسته در مجموعه تلویزیونی یا فیلم کوتاه

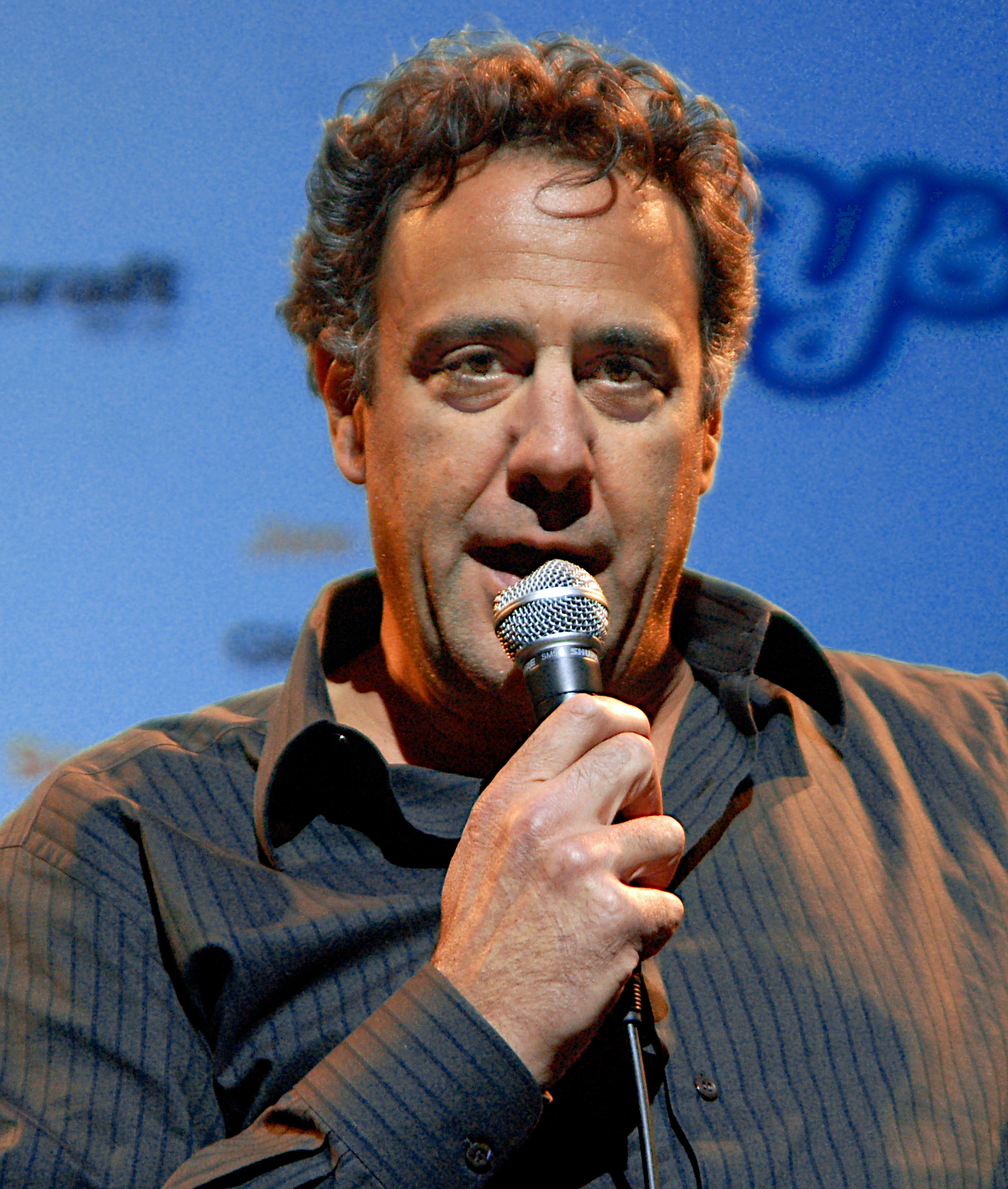
براد گرت، برنده بازیگر نقش مکمل مرد برجسته در مجموعه تلویزیونی کمدی

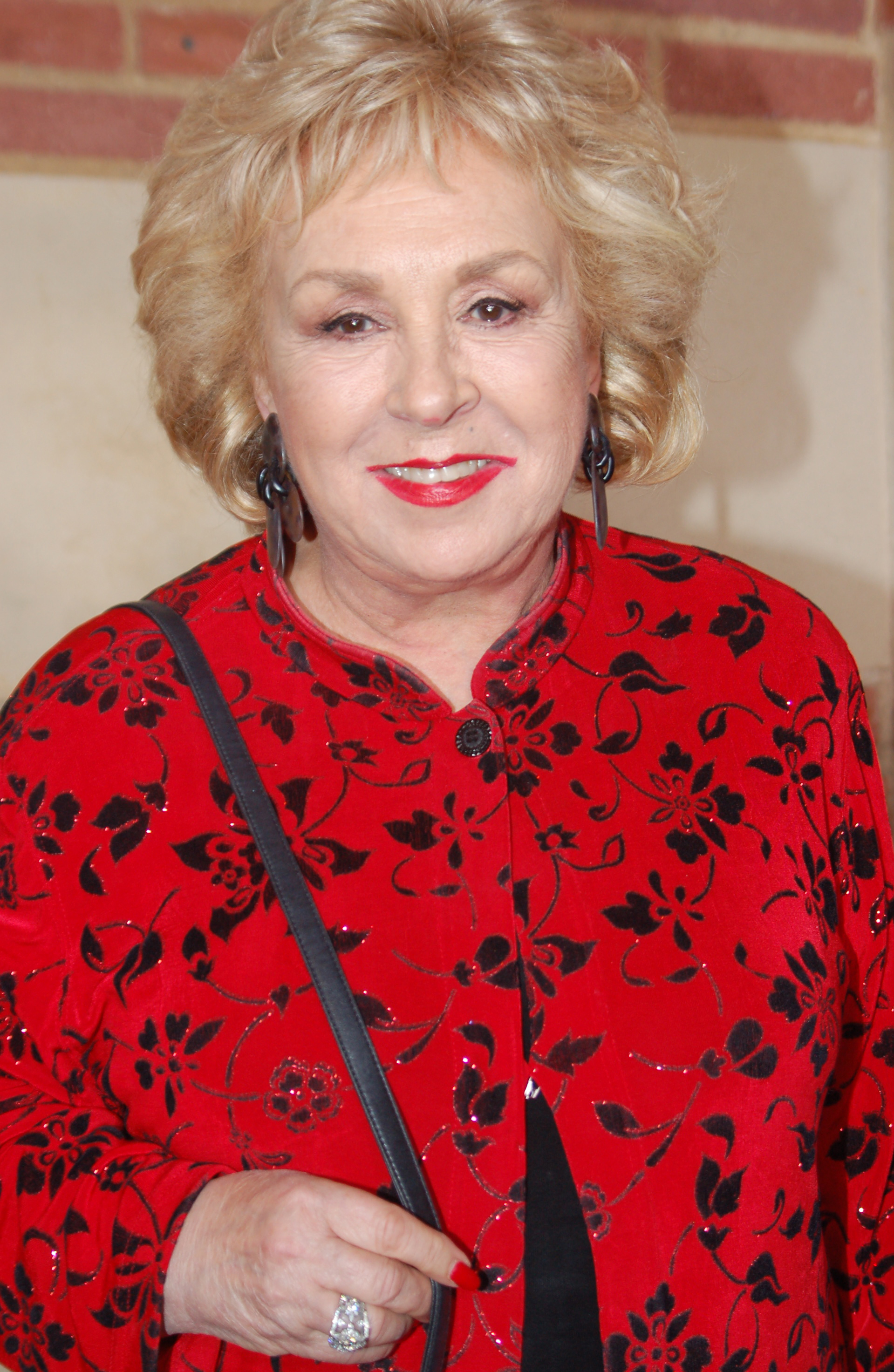
دوریس رابرتس، برنده بازیگر نقش مکمل زن برجسته در مجموعه تلویزیونی کمدی

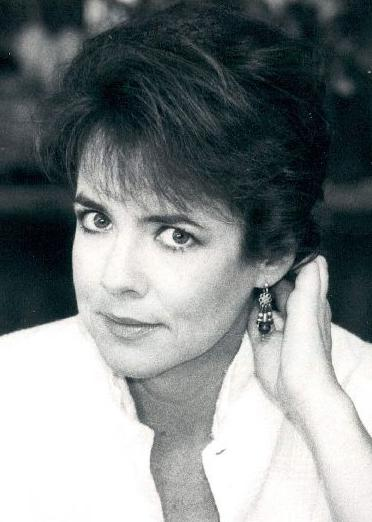
استاکرد چنینگ، برنده بازیگر نقش مکمل زن برجسته در مجموعه تلویزیونی درام و برنده بازیگر نقش مکمل زن برجسته در مینی‌سریال یا فیلم

### برنامه‌ها
| مجموعه تلویزیونی کمدی برجسته | مجموعه تلویزیونی درام برجسته |
| --- | --- |
| - فرندز، (ان‌بی‌سی) - زیاد ذوق‌زده نشو، (اچ‌بی‌او) - همه ریموند را دوست دارند، (سی‌بی‌اس) - سکس و سیتی، (اچ‌بی‌او) - ویل و گریس، (ان‌بی‌سی)                                                | - بال غربی، (ان‌بی‌سی) - سی‌اس‌آی، (سی‌بی‌اس) - نظم و قانون، (ان‌بی‌سی) - شش فوت زیر زمین، (اچ‌بی‌او) - ۲۴، (فاکس) |
| مجموعه تلویزیونی گوناگون، موسیقی یا کمدی برجسته | مجموعه تلویزیونی گوناگون، موسیقی یا کمدی ویژه برجسته |
| - برنامه آخر وقت با دیوید لترمن، (سی‌بی‌اس) - نمایش روزانه، (کمدی سنترال) - از نظر سیاسی نادرست، (ای‌بی‌سی) - پخش زنده شنبه شب، (ان‌بی‌سی) - نمایش گفتگومحور امشب با جی لنو، (ان‌بی‌سی) | - آمریکا: ادای احترام به قهرمانان - المپیک زمستانی ۲۰۰۲ مراسم افتتاحیه، (ان‌بی‌سی) - هفتاد و چهارمین دوره جوایز اسکار، (ای‌بی‌سی) - کارول برنت: شو استاپرز، (سی‌بی‌اس) - سیرک آفتاب: الجزایر، (براوو) - کنسرت برای نیویوک، (وی‌اچ‌وان) |
| فیلم تلویزیونی برجسته | مجموعه تلویزیونی کوتاه برجسته |
| - تجمع طوفان، (اچ‌بی‌او) - شام همراه دوستان، (اچ‌بی‌او) - جیمز دین، (تی‌ان‌تی) - پروژه لارامی، (اچ‌بی‌او) - راهی به‌سوی جنگ، (اچ‌بی‌او)                                                    | - جوخه برادران، (اچ‌بی‌او) - شهر دایناسورها، (ای‌بی‌سی) - مه آوالون، (تی‌ان‌تی) - شکلتون، (ای‌&ئی) |

### بازیگری

#### اجرای نقش اول
| بازیگر نقش اول مرد برجسته در مجموعه کمدی | بازیگر نقش اول زن برجسته در مجموعه کمدی |
| --- | --- |
| - ری رومانو در نقش ری بارون در همه ریموند را دوست دارند (قسمت: «نوار جدایی»)، (سی‌بی‌اس) - کلسی گرمر در نقش دکتر فریژر کرِین در فریژر (قسمت: «عشقی که جعل می‌کنی»)، (ان‌بی‌سی) - مت له بلانک در نقش جویی تریبیانی در فرندز (قسمت: «همون که جویی به راشل می‌گوید»)، (ان‌بی‌سی) - برنی مک در نقش برنی مک‌کالو در نمایش برنی مک (قسمت: «نجات برنی مک»)، (فاکس) - متیو پری در نقش چندلر بینگ در فرندز (قسمت: «همون که چندلر دوش می‌گیرد»)، (ان‌بی‌سی) | - جنیفر آنیستون در نقش ریچل گرین در فرندز (قسمت: «همون که راشل بچه دارد»)، (ان‌بی‌سی) - پاتریشا هیتون در نقش دبرا بارون در همه ریموند را دوست دارند (قسمت: «یک رای برای دبرا»)، (سی‌بی‌اس) - جین کاچمارک در نقش لوئیس در دنیای مالکوم (قسمت: «پوکر»)، (فاکس) - دبرا مسینگ در نقش گریس آدلر در ویل و گریس (قسمت: «تختخواب، حمام، و فراتر»)، (ان‌بی‌سی) - سارا جسیکا پارکر در نقش کری برادشاو در سکس و شهر (قسمت: «واقعیتِ من»)، (اچ‌بی‌او) |
| بازیگر نقش اول مرد برجسته در مجموعه درام | بازیگر نقش اول زن برجسته در مجموعه درام |
| - مایکل چکلیس در نقش ویک مَکی در شیلد (قسمت: «پایلوت")، (اف‌ایکس) - مایکل سی هال در نقش دیوید فیشر در شش فوت زیر زمین (قسمت: «یک زندگی خصوصی»)، (اچ‌بی‌او) - پیتر کراوزه در نقش نِیت فیشر در شش فوت زیر زمین (قسمت: «در بازی»)، (اچ‌بی‌او) - مارتین شین در نقش رئیس‌جمهور جد بارلت در بال غربی (قسمت: «نایت فایو»)، (ان‌بی‌سی) - کیفر ساترلند در نقش جک باور در ۲۴ (قسمت: «۱۱:۰۰ ب.ظ. – ۱۲:۰۰ ق.ظ.»)، (فاکس)                                   | - الیسون جنی در نقش سر.جی. کرگ در بال غربی (قسمت: «زنی از کومار»), (ان‌بی‌سی) - ایمی برنمن در نقش قاضی امی گرِی در قاضی ایمی (قسمت: «موج کشند»), (سی‌بی‌اس) - فرانسیس کانروی در نقش روث فیشر در شش فوت زیر زمین (قسمت: «پایلوت»)، (اچ‌بی‌او) - جنیفر گارنر در نقش سیدنی بریستو در آلیاس (قسمت: «حقیقت گفته شود»)، (ای‌بی‌سی) - ریچل گریفیتس در نقش برندا چنوویث در شش فوت زیر زمین (قسمت: «راز»)، (اچ‌بی‌او)                                |
| بازیگر نقش اول مرد برجسته در مینی‌سریال یا فیلم | بازیگر نقش اول زن برجسته در مینی‌سریال یا فیلم |
| - آلبرت فینی در نقش وینستون چرچیل در تجمع طوفان، (اچ‌بی‌او) - کنت برانا در نقش ارنست شکلتون در شکلتون، (ای‌&ئی) - بو بریجز در نقش مایکل مالوِینی در ما مالوِینی بودیم، (لایف‌تایم) - جیمز فرانکو در نقش جیمز دین در جیمز دین، (تی‌ان‌تی) - مایکل گمبون در نقش لیندون بی. جانسون در مسیر جنگ، (اچ‌بی‌او) | - لورا لینی در نقش آیریس براوارد در آیریس وحشی، (شوتایم) - آنجلا باست در نقش رزا پارکس در داستان رزا پارک، (سی‌بی‌اس) - بلایث دانر در نقش کورین مالوِینی در ما مالوِینی بودیم، (لایف‌تایم) - ونسا ردگریو در نقش کلمنتین چرچیل در تجمع طوفان، (اچ‌بی‌او) - جنا رولندز در نقش مینی برین در آیریس وحشی، (شوتایم) |

#### اجرای نقش مکمل
| بازیگر نقش مکمل مرد برجسته در مجموعه کمدی | بازیگر نقش مکمل زن برجسته در مجموعه کمدی |
| --- | --- |
| - براد گرت در نقش رابرت بارون در همه ریموند را دوست دارند (قسمت‌های: «کُت شانس» + «رِیبرت»)، (سی‌بی‌اس) - پیتر بویل در نقش فرانک بارون در همه ریموند را دوست دارند (قسمت‌های: «فرانک به طبقه پایین می‌رود» + «ضربه زننده»)، (سی‌بی‌اس) - برایان کرانستون در نقش هال در مالکوم در میانه (قسمت‌های: «پوکر» + «پول»)، (فاکس) - شان هایس (بازیگر) در نقش جک مک‌فارلند در ویل و گریس (قسمت‌های: «دروغ کُر» + «به یک باغ جزئی رفت»)، (ان‌بی‌سی) - دیوید هاید پیرس در نقش دکتر نایلز کرِین در فریژر (قسمت‌های: «اتاق پر از اسب» + «تله‌مرگ»)، (ان‌بی‌سی)                                                                                        | - دوریس رابرتس در نقش ماری بارون در همه ریموند را دوست دارند (قسمت‌های: «کُت شانس» + «مجسمه ماری»)، (سی‌بی‌اس) - کیم کاترال در نقش سامانتا جونز در سکس و شهر (قسمت‌های: «Belles of the Balls» + «عاشق نیویورکم»)، (اچ‌بی‌او) - وندی مالیک در نقش نینا ون هورن در فقط به من شلیک کن! (قسمت‌های: «مامان‌بزرگ نینا ون» + « «پسرها در گروه»)، (ان‌بی‌سی) - مگان مولالی در نقش کارن واکر در ویل و گریس (قسمت‌های: «گرِیس در حفره» + «ای.آی. لقاح مصنوعی»)، (ان‌بی‌سی) - سینتیا نیکسون در نقش میراندا هوبس در سکس و شهر (قسمت‌های: «مادربرد من، خود من» + «"تغییر لباس»)، (اچ‌بی‌او) |
| بازیگر نقش مکمل مرد برجسته در مجموعه درام | بازیگر نقش مکمل زن برجسته در مجموعه درام |
| - جان اسپنسر (بازیگر) در نقش لئو مک‌گری در بال غربی (قسمت‌های: «بارتلت برای آمریکا» + «ما یاماموتو را کشتیم»)، (ان‌بی‌سی) - ویکتور گاربر در نقش جک بریستو در آلیاس (قسمت‌های: «کوررنگ» + «تقریباً سی سال»)، (ای‌بی‌سی) - دولی هیل در نقش چارلی یانگ در بال غربی (قسمت‌های: «فرود هاسترفیلد» + «دشمنان، غریبه‌ها، و خودی‌ها»)، (ان‌بی‌سی) - فردی رودریگز در نقش فدریکو دیاز در شش فوت زیر زمین (قسمت‌های: «سفر» + «می‌گیرمت»)، (اچ‌بی‌او) - ریچارد شیف در نقش توی زیگلر در بال غربی (قسمت‌های: «فرود هاسترفیلد» + «نایت فایو»)، (ان‌بی‌سی) - برادلی وایتفورد در نقش جاش لایمن در بال غربی (قسمت‌های: «اچ. کُن-۱۷۲» + «دو بارتلت»)، (ان‌بی‌سی) | - استاکرد چنینگ در نقش بانوی اول ابی بارتلت در بال غربی (قسمت‌های: «نویسنده‌های ایرلندی مرده» + «ساکت شد»)، (ان‌بی‌سی) - لورن آمبروز در نقش کلِیر فیشر در شش فوت زیر زمین (قسمت‌های: «سفر» + «طرح»)، (اچ‌بی‌او) - تاین دالی در نقش ماکسین گرِی در قاضی امی (قسمت: «زود برگرد»)، (سی‌بی‌اس) - جنل ملونی در نقش دونا ماس در بال غربی (قسمت‌های: «یک روز قبل» + «جنایات جنگی»)، (ان‌بی‌سی) - مری-لوئیز پارکر در نقش امی گاردنر در بال غربی (قسمت‌های: «زنی از کومار» + «اچ. کُن-۱۷۲»)، (ان‌بی‌سی)                                                                                 |
| بازیگر نقش مکمل مرد برجسته در مینی‌سریال یا فیلم | بازیگر نقش مکمل زن برجسته در مینی‌سریال یا فیلم |
| - مایکل موریارتی در نقش وینتون دین در جیمز دین, (تی‌ان‌تی) - الک بالدوین در نقش رابرت مک‌نامارا در مسیر جنگ، (اچ‌بی‌او) - جیم برودبنت در نقش دزموند مورتون در تجمع طوفان، (اچ‌بی‌او) - دان چیدل در نقش چاک در چیزهای پشت خورشید، (شوتایم) - جان ویت در نقش یورگن اشتروپ در قیام، (ان‌بی‌سی) | - استاکرد چنینگ در نقش جودی شاپارد در داستان متئو شاپارد، (ان‌بی‌سی) - جوآن آلن در نقش مورگِیز در مه آوالون، (تی‌ان‌تی) - آنجلیکا هیوستون در نقش بانوی دریاچه در مه آوالون، (تی‌ان‌تی) - دایانا ریگ در نقش لوئیس لهزِن در ویکتوریا و آلبرت، (ای‌&ئی) - سیسی اسپیسک در نقش زلدا فیتزجرالد در آخرین تماس، (شوتایم) |

#### اجرای مهمان
| بازیگر مرد مهمان برجسته در مجموعه تلویزیونی کمدی | بازیگر زن مهمان برجسته در مجموعه تلویزیونی کمدی |
| --- | --- |
| - آنتونی لاپالیا در نقش سایمون مون در فریژر (قسمت: «بار مادر»)، (ان‌بی‌سی) - آدام آرکین در نقش تام در فریژر (قسمت: «دویستم»)، (ان‌بی‌سی) - برایان کاکس در نقش هری مون در فریژر (قسمت: «ماه‌ها بر فراز سیاتل»)، (ان‌بی‌سی) - مایکل داگلاس در نقش کارآگاه شارپ در ویل و گریس (قسمت: «جاذبه فاگل»)، (ان‌بی‌سی) - برد پیت در نقش ویل کالبرت در فرندز (قسمت: «یکی با شایعه»)، (ان‌بی‌سی) | - کلوریس لیچمن در نقش مامان‌بزرگ آیدا در مالکوم در میانه (قسمت: «کریسمس»)، (فاکس) - گلن کلوز در نقش سانی در ویل و گریس (قسمت: «هوکوس فوکوس»)، (ان‌بی‌سی) - کاترین هلموند در نقش لوئیس در همه ریموند را دوست دارند (قسمت: «زن مسن‌تر»)، (سی‌بی‌اس) - سوزان ساراندون در نقش مِگ در مالکوم در میانه (قسمت: «پیک‌نیک شرکت»، بخش ۱)، (فاکس) - فرنسیس استرنهیگن در نقش بانی مک‌دوگال در سکس و شهر، (اچ‌بی‌او)           |
| بازیگر مرد مهمان برجسته در مجموعه تلویزیونی درام | بازیگر زن مهمان برجسته در مجموعه تلویزیونی درام |
| - چارلز اس. داتون در نقش لئونارد مارشال در تمرین (قسمت: «کشتن زمان»)، (ای‌بی‌سی) - مارک هارمون در نقش مأمور سایمون داناوان در بال غربی، (ان‌بی‌سی) - جان لاروکات در نقش جوئی هریک در تمرین (قسمت: «بازگشت جوئی هریک»)، (ای‌بی‌سی) - تیم ماتسون در نقش معاون رئیس‌جکهور جان هوینس در بال غربی (قسمت: «هم زده»)، (ان‌بی‌سی) - ران سیلور در نقش برونو جیانلی در بال غربی، (ان‌بی‌سی)   | - پاتریشا کلارکسون در نقش سارا اُکانر در شش فوت زیر زمین (قسمت: «بازگشت به باغ»)، (اچ‌بی‌او) - ایلیانا داگلاس در نقش آنجلا در شش فوت زیر زمین (قسمت: «شخص جدید»)، (اچ‌بی‌او) - مری مکدانل در نقش النور کارتر در بخش فوریت‌های پزشکی، (ان‌بی‌سی) - مارتا پلیمپتن در نقش کلِیر ریناتو در نظم و قانون: واحد قربانیان ویژه (قسمت: «انکار»)، (ان‌بی‌سی) - لیلی تیلور (بازیگر) در نقش لیزا در شش فوت زیر زمین، (اچ‌بی‌او) |

### کارگردانی
| کارگردانی برجسته مجموعه تلویزیونی کمدی | کارگردانی برجسته مجموعه تلویزیونی درام |                                                   |
| --- | --- | ------------------------------------------------- |
| - مایکل پاتریک کینگ برای سکس و سیتی (قسمت: «من واقعی»)، (اچ‌بی‌او) - مارک باکلند برای اسکرابز (قسمت: «بانوی قدیمی من»)، (ان‌بی‌سی) - جیمز باروز برای ویل و گریس (قسمت: «دروغ کُر")، (ان‌بی‌سی) - جف ملمن برای دنیای مالکوم (قسمت: «کریسمس»)، (فاکس) - رابرت بی. وید برای زیاد ذوق‌زده نشو (قسمت: «عروسک»)، (اچ‌بی‌او)                                                                              | - آلن بال برای شش فوت زیر زمین (قسمت: «پایلوت»)، (اچ‌بی‌او) - پاریس بارکلی برای بال غربی (قسمت: «سرخپوستان در لابی»)، (ان‌بی‌سی) - الکس گریوز برای بال غربی (قسمت: «همراه شو»)، (ان‌بی‌سی) - استیون هاپکینز برای ۲۴ (قسمت: «۱۱:۰۰ ب.ظ. – ۱۲:۰۰ ق.ظ.»)، (فاکس) - کلارک جانسون برای شیلد (قسمت: «پایلوت»)، (اف‌ایکس)           |                                                   |
| کارگردانی برجسته برنامه متنوع، موسیقی یا کمدی | کارگردانی برجسته مجموعه، فیلم یا نمایش ویژه کوتاه | کارگردانی برجسته مجموعه، فیلم یا نمایش ویژه کوتاه |
| - ران دی مورائس، کنی اورتگا و باکی گانتس برای مراسم افتتاحیه المپیک زمستانی ۲۰۰۲، (ان‌بی‌سی) - متیو دایمند برای اجرای عالی: رقص در آمریکا (قسمت: «از برادوِی: فوسه»)، (پی‌بی‌اس) - جری فالی برای برنامه آخر وقت با دیوید لترمن (قسمت: «۱۶۸۸»)، (سی‌بی‌اس) - جوئل گالن و بث مک‌کارتی-میلر برای آمریکا: ادای احترام به قهرمانان - لوئی جی. هورویتز برای هفتاد و چهارمین دوره جوایز اسکار، (ای‌بی‌سی) | - دیوید فرانکل، تام هنکس، دیوید لیلند، ریچارد لانکرین، دیوید ناتر، فیل آلدن رابینسون، میکائل سالومون، و تونی تو برای جوخه برادران، (اچ‌بی‌او) - جان فرانکن‌هایمر برای راهی به‌سوی جنگ، (اچ‌بی‌او) - مویزس کافمن برای پروژه لارامی، (اچ‌بی‌او) - ریچارد لانکرین برای تجمع طوفان، (اچ‌بی‌او) - مارک رایدل برای جیمز دین، (تی‌ان‌تی) |                                                   |

### نویسندگی
| نویسندگی برجسته مجموعه کمدی | نویسندگی برجسته مجموعه درام |                                                  |
| --- | --- | ------------------------------------------------ |
| - لری ویلمور برای نمایش برنی مک (قسمت: «پایلوت»)، (فاکس) - جنیفر کریتندن برای همه ریموند را دوست دارند (قسمت: «مجسمه ماری»)، (سی‌بی‌اس) - ویکتور فرسکو برای اندی ریکتر جهان را کنترل می‌کند (قسمت: «پایلوت»)، (فاکس) - فیلیپ روزنتال برای همه ریموند را دوست دارند (قسمت: «خانواده عصبانی»)، (سی‌بی‌اس) - جولی راتنبرگ و الیسا زوریتسکی برای سکس و سیتی (قسمت: «مادربرد من، خود من»)، (اچ‌بی‌او) | - جول سارنو و رابرت کوچران برای ۲۴ (قسمت: «۱۱:۰۰ ب.ظ. – ۱۲:۰۰ ق.ظ.»)، (فاکس) - جی. جی. آبرامز برای آلیاس (قسمت: «حقیقت گفته شود»)، (ای‌بی‌سی) - شان رایان برای شیلد (قسمت: «پایلوت»)، (اف‌ایکس) - آرون سورکین برای بال غربی (قسمت: «همراه شو»)، (ان‌بی‌سی) - جان ولز برای بخش فوریت‌های پزشکی (قسمت: «در ساحل»)، (ان‌بی‌سی) |                                                  |
| نویسندگی برجسته برنامه متنوع، موسیقی یا کمدی | نویسندگی برجسته مجموعه، فیلم یا نمایش ویژه کوتاه | نویسندگی برجسته مجموعه، فیلم یا نمایش ویژه کوتاه |
| - پخش زنده شنبه شب، (ان‌بی‌سی) - آمریکا: ادای احترام به قهرمانان - نمایش روزانه، (کمدی سنترال) - آخر شب با کونان اوبراین، (ان‌بی‌سی) - برنامه آخر وقت با دیوید لترمن، (سی‌بی‌اس) | - لری رامین و هیو وایتمور برای تجمع طوفان، (اچ‌بی‌او) - استفن بلبر، لی فونداکوفسکی، آماندا گرونیچ، مویزس کافمن، جفری لاهوست، جان مک‌آدامز، اندی پاریس، گرگ پیِروتی، باربارا پیتس، کلی سیمپکینز و استفن وانگ برای پروژه لارامی، (اچ‌بی‌او) - اریک بورک، اریک مکس فرای، تام هنکس، اریک جندرسن، بروس سی. مک‌کنا، جان اورلوف، و گراهام یوست برای جوخه برادران، (اچ‌بی‌او) - دنیل جیات برای راهی به‌سوی جنگ، (اچ‌بی‌او) - چارلز استاریج برای شکلتون، (ای&ئی) |                                                  |

## بیشترین نامزدی عمده

### بر پایه شبکه[نکته ۱]
- ان‌بی‌سی – ۴۷
- اچ‌بی‌او – ۳۸
- سی‌بی‌اس – ۱۷
- فاکس – ۱۲

### بر پایه برنامه
- بال غربی (ان‌بی‌سی) – ۱۳
- شش فوت زیر زمین (اچ‌بی‌او) – ۱۱
- همه ریموند را دوست دارند (سی‌بی‌اس) – ۹
- سکس و سیتی (اچ‌بی‌او) / ویل و گریس (ان‌بی‌سی) – ۷
- تجمع طوفان (اچ‌بی‌او) – ۶

## بیشترین جایزه عمده

### بر پایه شبکه[نکته ۱]
- ان‌بی‌سی – ۱۰
- اچ‌بی‌او – ۸
- سی‌بی‌اس – ۴
- فاکس – ۳

### بر پایه برنامه
- بال غربی (ان‌بی‌سی) – ۴
- همه ریموند را دوست دارند (سی‌بی‌اس) / تجمع طوفان (اچ‌بی‌او) – ۳

یادداشت
1. 1 2  «عمده» رده‌های فهرست‌شده در بالا را تشکیل می‌دهد: برنامه، بازیگری، کارگردانی و نویسندگی. این گروه‌بندی شامل رده‌های فنی نمی‌شود.

## به یاد ماندنی
- راد استایگر
- جیمز گرگوری
- کیم هانتر
- روی هاگینز
- لاواندا پیج
- رزماری کلونی
- پیتر متز
- ایوری شرایبر
- هاوارد کی. اسمیت
- دادلی مور
- چاک جونز
- رجینالد رز
- تد دم
- رابرت اوریچ
- آیلین هکارت
- جان فرانکن‌هایمر
- میلتون برل